# Lama
Lamy, známé též jako velbloudi Jižní Ameriky, jsou zvířata z čeledi velbloudovití, která se přizpůsobila těžkému životu v Andách. V posledních 40 letech se šíří do celého světa jako chovný dobytek či zvěř chovaná v zoologických zahradách. Lamy žijí ve stádech, kde je jeden samec na 7–10 samic. Jsou mimochodníky a dosahují délky 120 až 220 centimetrů a hmotnosti 55 až 150 kilogramů.

## Taxonomie
Český název lama odpovídá dvěma taxonomickým rodům Lama a Vicugna, česky též vikuňa. Oba rody patří do čeledi velbloudovití (Camelidae), podřádu mozolochodci (Tilopoda), řádu sudokopytníci (Artiodactyla) a třídy savci (Mammalia).
V současnosti jsou uznávány dva druhy v rodu Lama
- Lama glama (Linnaeus, 1758) – lama krotká
- Lama guanicoe (Müller, 1776) – guanako

a dva druhy v rodu Vicugna
- Vicugna vicugna (Molina, 1782) – vikuňa
- Vicugna pacos (Linnaeus, 1758) – alpaka

U druhu guanako byly původně rozlišovány čtyři poddruhy, genetické studie z počátku 21. století však zredukovaly počet subspecií pouze na dvě:
- Lama guanicoe subsp. guanicoe (Müller, 1776)
- Lama guanicoe subsp. cacsilensis (Lonnberg, 1913)

Druh vikuňa se rovněž člení na dvě subspecie:
- Vicugna vicugna subsp. vicugna (Molina, 1782)
- Vicugna vicugna subsp. mensalis (Thomas, 1917)

Všechny lamy mají 74 chromozomů, proto se mohou mezi sebou křížit. Mezidruhové křížení se nevyskytuje ve volné přírodě, dochází k němu pouze při chovu. Nejobvyklejší kříženci jsou lama krotká × alpaka, kteří se nazývají huarizo. Kříženci alpaka × vikuňa jsou nazýváni pakovikuňa a kříženci lama krotká × vikuňa jsou zváni lamovikuňa. Za nejlepší křížence se považuje pakovikuňa. Pakovikuni, které byly vypuštěny do volné přírody, nebo utekly z farem v okolí jezera Titicaca, se volně kříží a vznikají tak nové variety. Wari neboli huarizo jsou indiánskými pastýři dále rozdělovány na llamawari (tedy podobní lamě) a pacowari (podobný alpace). Oba typy spojují nežádoucí fenotypové vlastnosti. Všechny druhy se mohou mezi sebou křížit a všichni kříženci jsou neplodní.[zdroj?]

## Morfologie
Lamy mají rakovité chodidlo, opatřené mozolovitými polštáři, které jim umožňují snadný pohyb na písčitém a hrubém terénu a strmých skalách. Kopýtko mají na konečném článku prstu. Postranní prsty zmizely. Jsou to mimochodníci, tzn. vykračují oběma pravýma/levýma nohama.
Horní pysk je rozdělen, spodní řezáky jsou velmi ostré a stále dorůstají. Utváření pysků umožňuje spásání krátkých a tvrdých travin. Mají třídílný žaludek.
Srst je velmi hustá a zajišťuje účinnou ochranu proti nízkým teplotám ve vysokých výškách. Barva srsti je přizpůsobena prostředí.
Počet červených krvinek dosahuje 14 mil. v 1 mm³ a funguje jako kompenzační mechanismus nízkého tlaku vzduchu ve vysokých výškách. Větší je i srdce.

## Domestikace a vývoj
Velbloudovití pochází ze Severní Ameriky. Žili zde v pliocénu, tedy před 40–50 miliony let. Před 3 miliony let se velbloudi přesunuli do Asie a lamy do Jižní Ameriky.[zdroj?]
Předkem dnešních lam je rod Pliarchenia, nalezený v Severní Americe a starý 9–11 milionů let. Z Pliauchenia se vyvíjí Hemiauchenia a tito se přesouvají do Jižní Ameriky na přelomu pliocénu a pleistocénu. Zhruba před 2 miliony let vznikají z Hemiauchenia guanako a vikuňa. Před 10 tisíci lety zmizeli Lamini z místa svého původu.
Hemiauchenia macrocephala je lama nalezená na Floridě. Pochází z pozdního pleistocénu. Byla dlouhonohá a měla až dva metry v kohoutku. V Kalifornii se našly její fosilní otisky nohou.
Lamy byly domestikovány Inky na pláních okolo jezera Titicaca, nebo na altiplanu Junín. Domestikace začala před 5 000 lety. Přičemž s prvními domestikačními praktikami se setkáváme před 4800–4100 lety. Avšak domestikace alpaky se neuskutečnila dříve než r. 500 př. n. l. Domestikovaní camelidi byli integrální součástí ekonomických, sociologických a náboženských aktivit předincké a incké civilizace. Inkové využívali camelidy jak domestikované, tak divoké. Tento vynikající řídící systém zmizel s příchodem španělských conquistadorů. První španělští dobyvatelé Peru potlačili nejen lid této země, nýbrž také místní camelidy. Veškerý řídící systém a techniky chovu vyvinuté Inky byly ignorovány a stáda prudce degenerovala a vbrzku hrozilo vyhynutí zvířat. V tomto stadiu si koloniální úřady uvědomily toto nebezpečí a vydaly nařízení vedoucí k ochraně zvířat. Brzo po zavedení republikánského systému byla učiněna zákonná opatření zakazující lov, využívání a export. V r. 1917 byla založena ústřední výzkumná stanice v Peru, nazvaná La Granja Modelo del Puno, a v r. 1950 další stanice La Raya ve vysokých horách. V Bolívii byl učiněn pokus ustavit podobný ústav v Oruro.

## Užitkové vlastnosti
Primárním produktem, který poskytují je vlna. Jedná se především o vlnu alpak, lam krotkých a vikuň. Vlna lam je obecně považována za velmi kvalitní, přičemž vlna vikuň je považována za nejlepší na světě. Mezi alpakami má lepší vlákno plemeno Huacaya a u lam krotkých Chaku. S tímto produktem se obchoduje po celém světě a vyrábí se z něho řada textilních výrobků. Rouno se hodnotí z řady hledisek. Zejména barva, hrubost, vlnatost a z které části zvířete je, tedy z které krajiny.
Dále se využívají na maso, jehož nutriční hodnota je velmi vysoká v porovnání s ostatními druhy.
Kůže a kožešina, má velké uplatnění v kožedělném průmyslu a výrobě uměleckých a náboženských předmětů. Jako velký problém v poslední době vyvstal lov mladých guanako a vikuň pro kožky a cenné rouno. Ten se daří v poslední době potlačit.
Dalším cenným materiálem, který lamy produkují, je jejich bobovitý trus, který se používá jako hnojivo nebo po vysušení jako palivo. Lamy nezanechávají výkaly roztroušeně v prostoru, ale v rámci stáda se instinktivně vyprazdňují jen na určitých místech, kterým se pak při pastvě vyhýbají. Toho se využívá v chovatelské praxi. Trusem se natírají stromy a chrání se tak proti okusu, protože se Lamini tomuto místu zdaleka vyhnou. Navíc trus na andském Altiplanu větry vysuší a odstraní množství nadměrných pachů.
Lama (krotká) se také díky své velikosti a síle používá k dopravě materiálů nebo na ní jezdí mladí domorodci. Denně je schopna ujít až několik kilometrů s nákladem kolem 40 kg. K nošení se většinou používají kastrovaní samci.
V poslední době se s chovem těchto zvířat mimo Jižní Ameriku objevují i jiná využití. Chovají se za účelem plemenitby i výzkumu. Dále se objevuje ekologické hledisko, kdy při spásání porostu mohou provádět šetrnou údržbu krajiny, stejně tak jako je tomu u ovcí a koz. Zejména ve Spojených státech a Velké Británii se uplatňují v agroturistice a nahrazují místo psa domácího mazlíčka i hlídače. Jelikož jsou učenlivé a (při správné výchově) přátelské, učí je jejich majitelé řadě úkonů, které by pes nezvládl. V neposlední řadě se používají jako studijní materiál ve školách, přírodovědných klubech a zoologických zahradách. V nedávné době asistují i při tzv. zooterapii (psychoterapie pomocí zvířat).

## Lamy venku
Chov alpak a lam krotkých je důležitou ekonomickou aktivitou pro obyvatelstvo Vysokých And především Peru a Bolívie a v menší míře Argentiny, Chile a Ekvádoru. Odhaduje se, že okolo 500 000 vesnických rodin z andského regionu je závislých na chovu jihoamerických velbloudovitých nebo požívají jejich produkty.

## Rozmnožování
Lamy žijí ve stádech, kde je jeden samec na 7–10 samic. Samice dospívají ve dvou letech, samci ve dvou a půl. Samice má dělohu se dvěma rohy. K reprodukci dochází přirozeně v zimě (prosinec–únor), ale mohou otěhotnět kdykoli. Doba březosti je zhruba kolem jednoho roku. K ovulaci dochází stimulací koitem, který se odehrává vleže. Plod se vyvíjí v levém děložním rohu. Z jednoho těhotenství vzniká zpravidla 1 mládě (zcela výjimečně dvě), které se obvykle rodí ráno. Mláďata se rodí dobře vyvinutá, prakticky ihned se zkouší postavit na nohy a po 1–2 hodinách po porodu jsou schopna následovat matku a pít mlezivo. Lamy umí do jisté míry ovládat svůj čas porodu, takže ho mohou oddálit např. v případě nepříznivého počasí. Pro zdárný odchov je nutné, aby samice nebyla ve stresu a měla odpovídající výživu.

## Etologie
Lamy mají výrazně definovanou sociální strukturu a hierarchii. Ohrožení řeší primárně útěkem, ale v případě nutnosti bojují všemi končetinami (dupání, kopání) a zuby, a mohou způsobit i nebezpečná zranění. Podobně jako velbloudi s vysokou přesností plivají žaludeční tráveninu. Konkurenční samci spolu bojují o pozici ve stádě (za tím účelem jim rostou tzv. bojové zuby).
Lamy jsou velmi zvědavé a nebojácně zkoumají neznámé objekty. V noci spí, pasou se během dne a přežvykují odpoledne a navečer. Používají několik druhů zvuků, včetně specifického poplašného volání. Odpočívají, kálejí a spí na určitých místech, na kterých se nepasou. Také mají místa, kde se válejí v prachu, čímž si čistí srst.

## Lamy mimo Jižní Ameriku
Alpaky byly v 70. letech poprvé dovezeny do Severní Ameriky. V počátcích se při chovu lam v cizím prostředí objevovaly neúspěchy, ale postupnými zkušenostmi se je daří překonávat a lamy se chovají po celém světě. Zejména v USA, Kanadě, Austrálii, na Novém Zélandu a v zemích EU.
Nejrozšířenějšími druhy chovanými mimo Jižní Ameriku jsou alpaka a guanako. Početné chovy alpak jsou v Německu, a to zejména jako zdroj vlny a chutného masa.[zdroj?].